# Phytophthora cactorum
Phytophthora cactorum ist eine Protistenart aus der Abteilung der Eipilze (Oomycota). Er befällt eine Vielzahl unterschiedlicher Pflanzen und ist unter anderem für Kragenfäule beim Apfel, Lederbeeren- und Rhizomfäule an Erdbeeren, Wurzelfäule bei Rhododendren, Azaleen, Garten-Stiefmütterchen und Ginseng verantwortlich.
Erstmals wurde der Pilz 1870 als Peronospora cactorum durch Hermann Lebert und Ferdinand Julius Cohn als Kakteenschädling beschrieben. Der Pilz kommt auf allen bewohnten Kontinenten vor, hat sein größtes Auftreten aber in gemäßigten Klimazonen. Der Pilz verbreitet sich in feuchter Erde. Er entwickelt Zoosporen, die in Pflanzen eindringen und als Dauersporen lange im Boden überdauern können.
Die Entdeckung, dass Phytophthora cactorum auch für Kragenfäule des Apfels verantwortlich ist, stammt 1939 von Baines, und wurde in England anhand von befallenen Cox-Orange-Äpfeln vorgenommen. Sein erstes großes Auftreten hatte die Krankheit im 19. Jahrhundert in den USA als sie große Bestände des Apfels Grimes Golden befiel. Die 1858 erstmals erwähnte Krankheit war so ursprünglich als Grimes’ Kragenfäule bekannt.
Kragenfäule beim Apfel tritt besonders nach harten Wintern auf und wurde ursprünglich für einen einfachen Frostschaden gehalten. Die Verfallserscheinungen beim Baum nehmen über Jahre zu, bis er an der Krankheit stirbt. Als wirkungsvollste Gegenmaßnahmen erwiesen sich eine gute Drainage des Bodens und besonders die Verwendung resistenter Unterlagen wie M9.

## Symptome
Beim Apfel zeigt sich der Befall im Frühjahr mit den generellen Symptomen eines Apfelbaums unter Stress: besonders auffallend ist hier die späte Entwicklung der Knospen. Die Blüte verläuft normal, aber im Spätsommer und Herbst zeigt sich Chlorose, frühzeitiges verfärben des Laubs, die Früchte bleiben klein und das Laub fällt frühzeitig vom Baum. Die Symptome ähneln denen anderer Pflanzenkrankheiten wie Feuerbrand oder Winterschäden. Ein Indiz für Kragenfäule ist eine Verfärbung der Rinde wenige Zentimeter unter der Erdoberfläche und die klare Grenze zwischen befallenen und nicht-befallenen Teilen des Baums. Sicher lässt sich Kragenfäule aber nur im Labor diagnostizieren.
Befallene Erdbeeren stellen das Wachstum ein und produzieren nur kleine Blätter. Wird die Pflanze aufgeschnitten, zeigt sich in der Krone oder den Wurzeln eine braune Verfärbung. Im Laufe des Jahres stirbt die Pflanze an der Krankheit. Bei Stiefmütterchen scheinen die Wurzeln gesund, während die oberirdischen Teile der Pflanze verkümmern und die Blätter Chlorose zeigen.